# Vereniging Martijn
Vereniging Martijn bylo nizozemské sdružení, které hájilo přijetí pedofilie společností a legalizaci sexuálního vztahu mezi dítětem a dospělým. V roce 1994 bylo MARTIJN vyřazeno ze sdružení ILGA (International Lesbian and Gay Association). Skupina MARTIJN byla značně zatracována, nicméně v červnu 2011 nizozemští prokurátoři stanovili, že tato skupina nemůže být dle nizozemského zákona zakázána, či soudně stíhána.
27. června 2012 však přesto nizozemský soud rozhodl, že skupina není legální a nařídil její okamžité rozpuštění. Rozhodnutí bylo zvráceno vyšším soudem, což bylo následně také zrušeno, a to Nizozemským nejvyšším soudem 18. dubna roku 2014 v konečném rozhodnutí ve smyslu zákazu tohoto sdružení. Zmíněná skupina (MARTIJN) následně podala odvolání až k Evropskému soudu pro lidská práva, kde bylo toto odvolání zamítnuto.